# Teatro Franco Parenti
Il Teatro Franco Parenti è un teatro di Milano.

## Storia

### Il Salone Pier Lombardo
Nel 1972 Franco Parenti e Andrée Ruth Shammah, con Giovanni Testori, Dante Isella e Gian Maurizio Fercioni, fondano il Salone Pier Lombardo, che diventa immediatamente un punto di riferimento di vitalità artistica e culturale per Milano, caratterizzandosi per un'idea di teatro proiettata sia verso le novità italiane e straniere, sia verso la rilettura dei classici in chiave contemporanea e che comprende un'intensa e diversificata attività di manifestazioni culturali, concerti, rassegne cinematografiche, conferenze, festival, presentazioni di novità editoriali. Il 16 gennaio 1973 iniziano le rappresentazioni teatrali. Ben presto gli spettacoli del Pier Lombardo trovano circuitazione in tutta Italia, contribuendo a creare dei veri e propri ‘eventi’ di carattere nazionale.
Spettacoli come la "Trilogia di Testori": L'Ambleto-Macbetto-Edipus; poi Il malato immaginario e Il misantropo, entrambi di Molière; I promessi sposi alla prova di Giovanni Testori, interpretati da Franco Parenti e tutti con la regia di Andrée Ruth Shammah, fanno ormai parte della storia del teatro italiano.
Altri spettacoli come La doppia incostanza di Pierre Carlet de Chamblain de Marivaux, Il maggiore Barbara di George Bernard Shaw, La palla al piede di Georges Feydeau, Il bosco di notte di Gaetano Sansone, Timone d'Atene di Shakespeare, si sono imposti anche per una concezione dello spazio scenico, proiettato verso una forma di ‘teatro aperto’, che ha caratterizzato le scelte di Andrée Ruth Shammah.
Nel 1989, con la scomparsa di Franco Parenti, Andrée Ruth Shammah assume interamente la direzione del teatro che prende il nome di Teatro Franco Parenti.

### Il Teatro Franco Parenti e la poetica di Andrée Ruth Shammah
Il primo segno forte della personalità registica di Andrée Ruth Shammah è rappresentato dai temi della favola, della leggenda, del sogno e dell'incanto incarnati in felici spettacoli come Peter Pan, Cavalieri di Re Arthur (1989 e 1990), protagonista Flavio Bonacci; Pentesilea (1991) di Heinrich von Kleist, con Rosa Di Lucia; Ondine di Jean Giraudoux, con Isabella Ferrari, che debutta nel 1994 ai giardini della Villa Reale (o Belgiojoso Bonaparte); La vita, il sogno di Franco Loi (1996).
La seconda caratteristica che accompagna il percorso della regista fino ad oggi è rappresentata dalla ricerca del teatro fuori dal teatro. Nel 1992 sotto il titolo "Vivi Milano fuori dal teatro", sei spettacoli vengono rappresentati in altrettanti luoghi attinenti ai contenuti dei testi, dalla Taverna Morigi al Centro Ittico, dall'Università Statale ai circoli di dopolavoro. Un secondo progetto portò la regista a collaborare con Rosa Di Lucia in tre spettacoli negli atelier degli artisti milanesi e in due memorabili rappresentazioni dei racconti di Dino Buzzati, Il delitto di Rina Fort, a casa dello scrittore e Il deserto dei Tartari, al Corriere della Sera. 
Dopo l'esperienza di Ondine a Villa Palestro, per altri spazi inediti all'aperto ha rimesso in scena: al Castello Sforzesco, nei Fossati, Cavalieri di Re Arthur, con il titolo La cerca del Graal (1998 e successivi) e, nei Cortili, La vita, il sogno (2001 e 2004). Questa capacità di concepire gli spettacoli in funzione degli spazi l'ha portata a fare rivivere la storia di alcuni luoghi milanesi attraverso il teatro con percorsi di suggestione poetica: dentro il complesso di Brera, dentro la Milano romana intorno a San Maurizio e nei chiostri del Filarete all'Università Statale. Non vanno dimenticate inoltre le manifestazioni al Palazzo della Ragione: Progetto Blu, (2005) sulla contemporaneità di Milano e Celebrato o tradito. Cosa resta del vero Pasolini? (2006).
Nel rispetto della tradizione legata alla parola, ha firmato spettacoli dedicati a Milano e alla milanesità, negli anni dal 1992 al 1997, nel passato e nelle contraddizioni del presente con autori quali Giovanni Testori (La Maria Brasca), Luigi Santucci (Noblesse oblige), Emilio Tadini (La tempesta e La deposizione), Franco Loi (La vita, il sogno), interpretati, fra gli altri, da Adriana Asti, Gianrico Tedeschi, Piero Mazzarella, Anna Galiena, Anna Nogara. Con una sensibilità contemporanea, Andrée Ruth Shammah restituisce umanità, emozione e universalità a testi come Io, l'erede di Eduardo De Filippo, uno dei maggiori successi da lei firmati che, nell'interpretazione di Geppy Gleijeses, gira per anni in tournée nazionale. Un Eduardo nuovo, spogliato del napoletano, che unisce leggerezza e paradosso. Tornerà a Eduardo nel 2000 con l'irresistibile Pericolosamente amicizia. Nel 1997 debuttano L'amante di Harold Pinter, con Anna Galiena e Luca De Filippo, ripreso per altre due edizioni, e un Re Lear dal trasgressivo finale nella traduzione di Emilio Tadini, con Piero Mazzarella. Nel 1998 viene presentato al Festival Olimpici del Teatro Olimpico di Vicenza Eracle di Euripide, con Franco Branciaroli. Del 1999 e del 2002 sono due Goldoni dal segno innovativo, Sior Todero Brontolon, con Gianrico Tedeschi e La locandiera con una compagnia di attori giovani. Una ricerca più interiore segnata dall'ambiguità, viene sviluppata in due successivi spettacoli L'hotel dei due mondi (2000) di Éric-Emmanuel Schmitt, con Ugo Gregoretti, Marco Messeri, Luciana Savignano, Corrado Tedeschi e La terza moglie di Mayer (2001) di Dacia Maraini con Ivana Monti e Cochi Ponzoni.

### La ricerca di un repertorio
Accanto alle produzioni firmate da Andrée Ruth Shammah, il Teatro Franco Parenti ha prodotto alcuni spettacoli che sono entrati in un repertorio replicato per numerose stagioni: La bruttina stagionata dal romanzo di Carmen Covito, con Gabriella Franchini e la regia di Franca Valeri (1994); Il riformatore del mondo di Thomas Bernhard, con Gianrico Tedeschi e la regia di Piero Maccarinelli (1997); L'uomo dal fiore in bocca di Pirandello, con Corrado Tedeschi, regia di Marco Rampoldi (1999); oltre mille repliche per Mi voleva Strehler di Umberto Simonetta, con Maurizio Micheli. Dal 2004, significativo l'apporto di Mario Morini con I creditori di Strindberg e il trittico beckettiano interpretati da Milena Vukotic, raffinato quello di Eros Pagni con il teatro di Achille Campanile. Paolo Graziosi è stato interprete e regista di Ionesco, Beckett, Bernhard e un legame duraturo si è instaurato con Roberto Trifirò che, oltre ad essere protagonista di numerosi spettacoli di Andrée Ruth Shammah, ha seguito dal 1997 un percorso personale con testi di Dostoevskij, Schnitzler, Cechov, Pirandello, Beckett.

### La necessità di ristrutturare la sede storica
La necessità di ristrutturare la sede storica di via Pier Lombardo, segnata dal passare del tempo, è colta da Andrée Ruth Shammah come occasione per una più ampia trasformazione di rinnovamento dei modi di produrre e di rapportarsi con il pubblico, assicurando un futuro al teatro. Nel 1996 viene costituita la Fondazione Pier Lombardo, primo esempio in Italia di sinergia fra pubblico e privato nel settore culturale, che riunisce le migliori energie milanesi, istituzioni, aziende, privati cittadini con lo scopo di salvare il teatro dallo sfratto, ristrutturare e rinnovare la sede di via Pier Lombardo, garantire la continuità di uno spazio vitale per la città. Per questo scopo, il teatro si impegna in una ricerca di fondi che ha i suoi momenti più alti nell'organizzazione, nell'area della Piscina Caimi, confinante con il teatro, di alcune serate spettacolari che hanno visto la partecipazione di migliaia di cittadini, nel 2002, Milano, le acque dell'incontro per i festeggiamenti di Sant'Ambrogio, nel 2003 Festa della Primavera, che univano l'approfondimento colto all'evento spettacolare con fontane danzanti e giochi di luce di grande effetto e poesia, per l'occasione è stato prodotto Le sacre du Printemps con Luciana Savignano. 
La chiusura di via Pier Lombardo per l'inizio dei lavori è segnata da Variété, (maggio 2004) uno struggente e stupefacente viaggio “dentro al teatro” lungo percorsi nascosti, ricordi e fantasie mai realizzate che Andrée Ruth Shammah ambienta in un teatro già parzialmente demolito, dando vita a fantasmi e spiritelli.

### Gli anni della chiusura della sede storica
Dal 2004 al 2007, durante gli anni di chiusura della sede storica, il teatro dimostra una grande vitalità in tutta la città contribuendo in particolare alla riqualificazione delle zone periferiche e dimenticate. Risale alla fine del 2004 l'apertura della sede temporanea in via Cadolini angolo via Tertulliano, dove per tre stagioni, si succedono interpreti come Luciana Savignano, Adriana Asti, Giorgio Albertazzi, Gianrico Tedeschi, Licia Maglietta, Franco Branciaroli, Maurizio Micheli, Piera Degli Esposti, compagnia Scimone Sframeli, Maria Paiato, Paolo Graziosi, Claire Dowie. Ma l'attenzione alle zone periferiche non si ferma lì. Realizzate in stretta collaborazione con i Consigli di zona e le parrocchie, le tournée nelle nove zone di Milano, vengono riproposte con il tutto esaurito per tre edizioni con interpreti come Luciana Savignano, Gianrico Tedeschi, Maurizio Micheli. Sempre nel 2005, con il comune di Milano e CityLife, il Teatro Franco Parenti presenta Il "Tendone CityLife" portando in zona Bonola oltre cinquanta giornate di teatro, musica, danza, cinema, filosofia, incontri, corsi.
Questa ricerca è accompagnata da un'identica tensione verso una nuova teatralità. Il bisogno di chiarire a se stessi e al pubblico il percorso in atto si manifesta nel comporre i progetti sotto un titolo unificante e significativo, incrociando teatro, riflessione, incontri. L'emozione della complessità (2006) comprende spettacoli di grande impatto emotivo in cui Andrée Ruth Shammah mette in scena storie umane estreme ed esemplari di autori contemporanei per capire il nostro presente: Quale droga fa per me di Kay Hensel con Anna Galiena, al Piccolo Teatro, Le cose sottili nell'aria di Massimo Sgorbani, con Ivana Monti e Mario Sala, Sto diventando un uomo di Claire Dowie, con Sara Bertelà e Dove ci porta questo treno blu e veloce, sempre di Sgorbani con Sabrina Colle. Completano il progetto altri spettacoli fra i quali la messa in scena di Claire Dowie di Sto diventando un uomo e una conversazione di Giorgio Albertazzi su temi kafkiani. Nella sede temporanea di via Cadolini e in altri luoghi come i locali giovanili, trovano spazio proiezioni, incontri, approfondimenti sui nuovi fermenti della contemporaneità rivolti a un ampio spettro di pubblico, dalla casalinghe agli studenti.

### La riapertura della sede storica
La sede storica del Teatro Franco Parenti in via Pier Lombardo ha riaperto dal 2008 completamente rinnovata dalla ristrutturazione di Michele De Lucchi con la direzione artistica di Andrée Ruth Shammah e con interventi scenografici di Gian Maurizio Fercioni. Oltre 5.400 metri quadrati, distribuiti su tre livelli organizzano otto differenti spazi, tra cui una sala da 500 posti e due sale da 150 posti, che possono essere utilizzati simultaneamente. Il nuovo progetto ha recuperato l'impianto spaziale e funzionale del quartiere Vasari del 1933 e accoglie il pubblico e lo spettacolo in ogni sua parte, con attività che si intrecciano, si interpellano e stimolano a vicenda. 
L'improvvisazione e la sorpresa sono le chiavi spettacolari dei Percorsi nell'incompiuto e del Cantiere delle idee, destinati a far conoscere agli spettatori i nuovi spazi ma anche i nuovi modi di produrre e comunicare. La parola d'ordine è: “Nuova vita al teatro. Noi ci proviamo. Metteteci alla prova”. Una serie di gesti augurali, aperta da Amos Oz che lascia un suo scritto dove mette in relazione il sogno, la parola e l'azione, al quale seguono Guido Ceronetti, Carlo Cecchi, Giora Feidman, consacrano la riapertura della sede di via Pier Lombardo. 
Il ritorno a una programmazione regolare porta in teatro spettacoli interpretati da Piero Mazzarella, Marco Baliani, Nicoletta Braschi, Gianrico Tedeschi, Franco Branciaroli, Geppy Gleijeses, Massimo De Francovich, Carlo Cecchi, Silvio Orlando, Umberto Orsini, Anna Maria Guarnieri e Luciano Virgilio con i quali Andrée Ruth Shammah mette in scena nel 2009 Antonio e Cleopatra alle corse di Roberto Cavosi. La regista si impegna in tre altri progetti di spettacolo inconsueti: La forma dell'incompiuto che unisce il pensiero filosofico e la corporeità della danza in un insolito dialogo fra due giganti della scena, Giorgio Albertazzi e Luciana Savignano; Al mercato che riprende le grandi azioni all'aperto sperimentate al Castello Sforzesco per portare in teatro un quadro di armonia universale sollecitato dai temi dell'ambiente e dell'alimentazione propri di Expo 2015; Ondine che nella sua forma itinerante con delicatezza e ironia trasforma il teatro in bosco, castello, corte, notte stellata.
Nel 2008 è la volta di Racconto italiano, non solo rappresentazioni di spettacoli, ma anche incontri con giovani scrittori, storie di cinema, discussioni al cafè philosophique, conversazioni sull'attualità, senza confini tra palcoscenico e platea. Tra gli autori e gli interpreti Eleonora Danco, Renato Sarti, Davide Enia, Maria Paiato, Carlina Torta e un focus su Massimo Sgorbani: sei spettacoli di un unico autore in sei spazi di un unico teatro. Nel 2009 sotto il titolo Italiana per la prima volta tutti insieme undici autori e una lingua, la nostra. Torna lo spettacolo di Cavosi e la regista presenta una produzione impegnativa, Lulù di Carlo Bertolazzi, che proietta fino a noi un antico sogno d'amore utilizzando tecnologie video e il coinvolgimento critico del pubblico. Tra gli altri autori e interpreti del progetto, Gadda, Fabrizio Gifuni, Camilleri e Pirandello, Erri De Luca, Filippo Timi, Susanna Tamaro, Mascia Musy, Silone, Michele Placido, Giuseppe Patroni Griffi, Vladimir Luxuria, Guido Morselli.
Tra gli autori prodotti e ospitati negli ultimi anni troviamo infatti Lucia Calamaro, Stefano Massini, Antonio Tarantino, Vitaliano Trevisan.

## La cultura ebraica
Nel corso delle stagioni la cultura ebraica ha avuto grande spazio: per due edizioni, negli anni '80, si è svolto il Festival Internazionale di Cultura Ebraica con il Pesach del Living Theatre, il Dybbuk di Bruce Mayers, gli spettacoli di Guido Ceronetti, Dalla sabbia dal tempo con Moni Ovadia, nel 2002 viene prodotto La Bibbia ha quasi sempre ragione con Gioele Dix, più volte replicato. Nel 2007 il confronto dell'uomo con l'assoluto è indagato teatralmente con il progetto di livello internazionale Corpo a corpo per il quale viene prodotto La leggenda del santo bevitore di Joseph Roth, regia di Andrée Ruth Shammah, successo ripreso per più anni con un grandissimo Piero Mazzarella. Integrano il progetto Yossl Rakover si rivolge a Dio e Kaddish per un bambino mai nato di Kertész con Ruggero Cara e le lezioni del maestro di ermeneutica biblica Haim Baharier che riempirono il Teatro Dal Verme, replicate negli anni successivi. Merita di essere ricordata un'intera giornata di riflessione, Fermare il pericolo con la forza della parola, al Teatro Dal Verme, gremito, nel 2007.

## La musica e il teatro musicale
Da sempre Andrée Ruth Shammah ha dedicato attenzione alla musica e al teatro musicale a partire dalle regie di Variété di Mauricio Kagel ed Elisir d'amore di Donizetti in scena alla Scala nel 1981 e nel 1988 e con i concerti di Laura Alvini. Con la Società dell'Opera Buffa il Teatro Franco Parenti produce dal 1996 alcuni incantevoli spettacoli quali Falstaff con la regia di Beni Montresor, La cecchina e Il Barbiere di Siviglia di Paisiello, con la regia Andrée Ruth Shammah, piccolo capolavoro di freschezza ed eleganza, rappresentato oltre che in sede, anche al Teatro Fraschini di Pavia e al Teatro degli Arcimboldi. L'attenzione alle eccellenze musicali si è espressa con la rassegna Stranieri tra tutti i popoli del mondo a cura di Gianni Morelenbaum che ha visto sul palco dell'Auditorium di Milano: Ute Lemper, The Manhattan Transfer, Uri Caine Ensemble, Dave Douglas, Lee Konitz, Steve Swallow, Jack Dejohnette, Diamanda Galás. Nel novembre 2007, la sede rinnovata di via Pier Lombardo apre con un concerto di David Krakauer, fra i più celebrati clarinettisti della scena contemporanea che si esibisce con effetti spettacolari assieme a DJ SoCalled. Il concerto inaugura il progetto Quando la musica afferra la vita e scava il cielo del quale fanno parte il concerto de Les Yeux Noirs al Teatro Dal Verme e Nothing but music con Giora Feidman, il re del klezmer con il suo spettacolo-biografia. Con il Festival MiTo vengono prodotti spettacoli di teatro musicale nel 2008 e 2009.

## Appuntamenti culturali
Dal 1973 sono stati presentati centinaia di appuntamenti culturali ai quali hanno partecipato, fra gli altri, Cesare Musatti, Antonio Zichichi, Nicola Abbagnano, Emanuele Severino, Franco Ferrarotti, Gianni Vattimo, Umberto Eco, Alberto Arbasino, Jacques Le Goff, Heiner Müller, Dacia Maraini, Enzo Siciliano, ricordiamo alcuni titoli di quegli anni: M.A.F.I.A., Processo alla cultura, Religione e potere. Vengono presentate negli anni 90 Le serate del Pier Lombardo, organizzate con Guido Vergani in collaborazione con Repubblica, in memoria di Milly, Padre David Maria Turoldo, Gianni Brera, Franco Fortini, e poi con il Corriere della Sera, Dentro le parole, libertà, solidarietà, progresso, dedicate a personaggi come Carlo Emilio Gadda, Dino Buzzati, Valentino Bompiani, serate con scrittori come Manuel Vázquez Montalbán intervistato da Gianni Minà, incontri con personaggi Gorbaciov a Milano con Michail Gorbaciov intervistato da Enzo Biagi, Demetrio Volcic, Giulietto Chiesa, memorabili serate a tema dove il teatro incontra la parola, come quelle su internet con Giorgio Strehler, Grande party per Alberto Arbasino, le serate dedicate a Ottiero Ottieri con Umberto Eco, Carlo Cecchi, Cesare Garboli, o sulla cultura di destra e cultura di sinistra. Numerosi sono stati i cicli di incontri e lezioni come Viaggio nei capolavori della pittura con Emilio Tadini o Miti e religioni.
Dal 2005 le grandi manifestazioni culturali ricevono nuovo impulso con la Pier Lombardo Culture diretta da Sergio Scalpelli che firma i cicli I lunedì filosofici a cura di Federico Ferrari e La parola ai classici che, presentati in teatri sempre più capienti per soddisfare la richiesta del pubblico, passano dal Conservatorio per essere ospitati per due stagioni al Teatro Dal Verme. Numeri da concerti rock per Tacito, Lucrezio, Cicerone, Ovidio letti da Franco Graziosi, Ottavia Piccolo, Maddalena Crippa, Franca Nuti, Carlo Rivolta e commentati da Sergio Romano, Edoardo Sanguineti, Luciano Canfora, Giovanni Reale o per i filosofi Umberto Galimberti, Giulio Giorello, Piergiorgio Odifreddi, Remo Bodei, Massimo Cacciari. Nella Basilica di Sant'Ambrogio si svolge Svolte d'epoca, incontri con Massimo Cacciari e versione scenica di Carlo Rivolta.

## Teatro e danza
Dalla Pier Lombardo Danza, che ha prodotto spettacoli con Luciana Savignano e coreografie di Susanna Beltrami come La lupa, Tango di luna, Jules e Jim, Il mio nome… Carmen, nasce nel 2006 l'Accademia Pier Lombardo, Dipartimento Danza, prossima alla sede di via Cadolini, diretta da Susanna Beltrami che conferma la vocazione multidisciplinare a fondere danza e teatro.